# Acro Clube da Maia
O Acro Clube da Maia (acrónimo ACM) é um clube desportivo que visa a promoção e a prática da ginástica em geral, com ênfase na ginástica acrobática, na ginástica artística (feminina e masculina) e nos trampolins, mas alargando ainda a sua atividade a outras práticas gímnicas de recreação e laser, à dança, ao ballet clássico e, a partir de  2014 ao judo.
O ACM foi fundado em dezembro de 2004 e é desde então o maior clube da ginástica acrobática do Norte de Portugal. Visa competir e vencer lealmente todas as provas em que os seus grupos de atletas participem, nas diversas categorias existentes. Os treinos do ACM decorrem no Complexo ArtGym e no Complexo de Ginástica da Maia, tendo o clube instalações que incluem praticáveis de competição, trampolins, sets completos de ginástica artísca, fosso, sala de musculação, etc.
A partir de setembro de 2009 o clube colocou em funcionamento, junto ao local de treinos, um centro pedagógico para os seus atletas (Saber+), sob o lema "Excelentes Ginastas, Excelentes Estudantes". Em 2010 o clube lançou uma iniciativa de divulgação e treino de ginástica acrobática, para crianças dos 4 aos 10 anos, junto de escolas e colégios da Maia e do Grande Porto  denominado ACROKids).
Em 2012 o Complexo ArtGym mudou de local e aumentou a sua área coberta de modo a suportar as atividades gímnicas, de dança e de Fitness, atingindo em maio de 2013 os 2500 m2 de área coberta. Em setembro de 2012 o Acro Clube da Maia alargou as suas atividades de treino e competição à ginástica artística e trampolins.
O clube possui mais de 300 atletas federados de ginástica que integram os escalões de benjamins, infantis, iniciados, juvenis, juniores e seniores. Em juvenis, juniores e seniores possui grupos nas categorias mais elevadas. Os atletas são treinados por um grupo de jovens e talentosos treinadores, coreógrafos e professores de ballet e de dança.
O Acro Clube da Maia compete nas várias modalidades de ginástica acrobática, artística e trampolins. Tem ainda um vasto leque de modalidade de Fitness, Karaté e Parkour. Para além da presença em todas as provas organizadas pela Federação de Ginástica de Portugal, o clube participa em provas internacionais organizadas por clubes, federações estrangeiras e pela Federação Internacional de Ginástica, incluindo o Maia International Acro Cup[ligação inativa] e a Acro Champions League.